# Regió natural
La regió natural és la zona delimitada per accidents geogràfics tals com muntanyes o rius que es distingeix per les veïnes en algun aspecte del clima, la flora, la fauna o la cultura dels seus habitants. Les construccions humanes com carreteres poden acabar definint regions naturals en comunicar àrees o separar-les. La regió natural s'usa per distingir-la de divisions polítiques fetes artificialment.
El concepte de regió natural va sorgir de l'escola geogràfica alemanya durant la Il·lustració, l'anomenada "geografia pura" (en alemany reine Geographie). En contraposició a la tradició corogràfica dedicada a la descripció de països sobre una base política, administrativa, eclesiàstica o històrica, es va voler eliminar tots els elements d'intervenció humana per descriure les regions segons els elements naturals. El rigor cartogràfic i la intervenció de naturalistes van contribuir a la valoració de les unitats de relleu definides per les dorsals orogràfiques i les conques hidrogràfiques.

## Tipus de regions naturals
El model d'anàlisi geogràfica s'enfoca a diferents nivells:
- el continent, unitat natural de major magnitud;
- divisions subcontinentals naturals (Europa mediterrània, Amèrica andina...)
- divisions polítiques a nivell d'estat,
- regions naturals com a subdivisions estatals,
- comarca natural com a regió natural petita.

Encara que sovint es continuen utilitzant les divisions polítiques estatals, el concepte de regió natural s'hi oposa freqüentment posant de manifest divisions no naturals tant a nivell estatal com divisions internes.
Per les magnituds de l'Europa Occidental, una regió natural oscil·la al voltant de milers o desenes de milers de km² (els Pirineus, la depressió de l'Ebre, la franja litoral mediterrània...) Una regió natural petita, o comarca natural, és d'uns centenars de km² (el Pla de Bages, el Penedès, etc.)
Si les primeres regions naturals es van definir aplicant criteris geològics, van guanyant en complexitat en afegir altres característiques: el relleu, el clima, la vegetació, etc. Tenint en compte només els caràcters purament físics s'anomenen també regions fisiogràfiques. En una visió naturalista s'hi pot incorporar també l'home com a ser natural que actua espontàniament i condicionat pel medi natural. Quan es té en compte l'acció de l'home com a agent, es parla de regió geogràfica.

### Regions fisiogràfiques del món
- Serralada de l'Atles
- Sàhara i Sahel africà
- Plataforma sud-africana
- Gran Vall del Rift
- Apalatxes
- Baixos àrtics
- Plana atlàntica
- Placa canadenca
- Regió inuit
- Altiplà d'Orzak
- Plana interior americana
- Altiplà intermontà
- Serralada occidental americana
- Muntanyes Rocoses
- Sierra Madre
- Baixa Califòrnia
- Altiplà central americà
- Yucatán
- Andes
- Altiplà brasiler
- Pla de l'Amazones
- Plana de Paraguai
- Placa australiana occidental
- Conca del Murray-Darling
- Conca artesiana
- Gran Barrera de Corall
- Serralades Australianes
- Zona bàltica
- Europa central
- Alps
- Gran plana europea
- Urals
- Creixent fèrtil
- Plana siberiana
- Terres altes de l'est
- Índia
- Himàlaia
- Dècan
- Països baixos asiàtics